# Томпсон, Джон Эрнест
Джон Э́рнест То́мпсон (англ. John Ernest Thompson; 21 июня 1909 — 28 декабря 1985), также известный как Э́рни То́мпсон (англ. Ernie Thompson) — английский футболист, нападающий.

## Футбольная карьера
Эрни родился в спортивной семье: отец Томпсона был чемпионом по боксу. Футбольную карьеру Томпсон начинал в любительских командах «Ньюбиггин» и «Стейкфорд Юнайтед». В августе 1928 года проходил просмотры в клубах «Ашингтон», «Карлайл Юнайтед» и «Брэдфорд Парк Авеню». В том же году подписал любительский контракт с «Карлайл Юнайтед», а три недели спустя, в сентябре 1928 года, стал профессиональным футболистом. В сезоне 1928/29 в основном играл за резервную команду клуба, за которую забил 26 голов и помог выиграть второй дивизион Северо-восточной лиги и Кубок Камберленда. 2 февраля 1929 года дебютировал в Футбольной лиге, выйдя на позиции инсайда в выездном матче против «Уиган Боро», и отметился забитым мячом (матч завершился вничью 2:2). Через неделю провёл свой второй (и последний) матч за «Карлайл Юнайтед», выйдя на поле в игре против «Кру Александра».
Перед началом сезона 1929/30 перешёл в клуб Второго дивизиона «Бристоль Сити», но в основной состав пробиться не сумел, выступая только за резервную команду в западной секции Южной лиги и в первом дивизионе Западной лиги. В феврале 1930 года стал игроком клуба «Бат Сити», выступавшего в Южной лиге.
В апреле 1931 года стал игроком клуба Первого дивизиона «Блэкберн Роверс», где смог быстро закрепиться в роли основного центрфорварда. Провёл в команде пять полных сезонов, забив 84 мяча. В четырёх из пяти его полных сезонов в клубе становился лучшим бомбардиром «Блэкберна».
В ноябре 1936 года перешёл в «Манчестер Юнайтед» за 4500 фунтов. Дебютировал за клуб 21 ноября 1936 года в матче Первого дивизиона против «Ливерпуля» на стадионе «Олд Траффорд». Несмотря на то, что Томпсон отметился забитым мячом, матч завершился разгромом «Юнайтед» со счётом 5:2. Сыграл в следующем матче против «Лидс Юнайтед» 28 ноября, но не забил, и больше не появлялся в основном составе в том сезоне. 25 сентября 1937 года провёл свой третий (и последний) матч за «Юнайтед»: это была домашняя игра против «Саутгемптона».
В марте 1938 года перешёл в клуб Третьего северного дивизиона «Гейтсхед». В своей дебютной игре за клуб отметился «дублем» в ворота «Галифакс Таун» (победа «Гейтсхеда» со счётом 4:1). Всего провёл за клуб 25 матчей и забил 7 мячей.
Перед началом сезона 1939/40 перешёл в «Йорк Сити». Во втором матче сезона (выездная игра против «Ротерем Юнайтед») отметился забитым мячом (с пенальти). Однако после трёх туров все официальные футбольные турниры в Англии были отменены из-за начала войны.

## Статистика выступлений
| Клуб              | Сезон            | Лига | Лига | Кубок | Кубок | Итого | Итого |
| Клуб              | Сезон            | Игры | Голы | Игры  | Голы  | Игры  | Голы  |
| ----------------- | ---------------- | ---- | ---- | ----- | ----- | ----- | ----- |
| Карлайл Юнайтед   | 1928/29          | 2    | 1    | 0     | 0     | 2     | 1     |
| Карлайл Юнайтед   | Итого            | 2    | 1    | 0     | 0     | 2     | 1     |
| Блэкберн Роверс   | 1931/32          | 35   | 21   | 2     | 0     | 37    | 21    |
| Блэкберн Роверс   | 1932/33          | 40   | 17   | 2     | 0     | 42    | 17    |
| Блэкберн Роверс   | 1933/34          | 13   | 9    | 0     | 0     | 13    | 9     |
| Блэкберн Роверс   | 1934/35          | 36   | 18   | 1     | 0     | 37    | 18    |
| Блэкберн Роверс   | 1935/36          | 38   | 15   | 3     | 2     | 41    | 17    |
| Блэкберн Роверс   | 1936/37          | 9    | 2    | 0     | 0     | 9     | 2     |
| Блэкберн Роверс   | Итого            | 171  | 82   | 8     | 2     | 179   | 84    |
| Манчестер Юнайтед | 1936/37          | 2    | 1    | 0     | 0     | 2     | 1     |
| Манчестер Юнайтед | 1937/38          | 1    | 0    | 0     | 0     | 1     | 0     |
| Манчестер Юнайтед | Итого            | 3    | 1    | 0     | 0     | 3     | 1     |
| Гейтсхед          | 1937/38          | 11   | 6    | 0     | 0     | 11    | 6     |
| Гейтсхед          | 1938/39          | 13   | 1    | 1     | 0     | 14    | 1     |
| Гейтсхед          | Итого            | 24   | 7    | 1     | 0     | 25    | 7     |
| Йорк Сити         | 1939/40          | 3    | 1    | 0     | 0     | 3     | 1     |
| Йорк Сити         | Итого            | 0    | 0    | 0     | 0     | 0     | 0     |
| Всего за карьеру  | Всего за карьеру | 200  | 91   | 9     | 2     | 209   | 93    |